# Mehmahetch
Mehmahetch (L'Òrix) fou el nom del nomós XVI de l'Alt Egipte. La capital fou Hebenu (Teodosiòpolis, avui Kom al-Ahmar). Una altra ciutat important fou Tadehnet (grec Akoris, àrab Tehna), i Menat-Khufu (Al-Minya), capital de l'Horitzó d'Horus durant l'Imperi Mitjà. Els déus principals foren Pakhet i Khnum. A Mehmahetch es troba la necròpolis de Beni Hasan.